# Campanários da Bélgica e da França

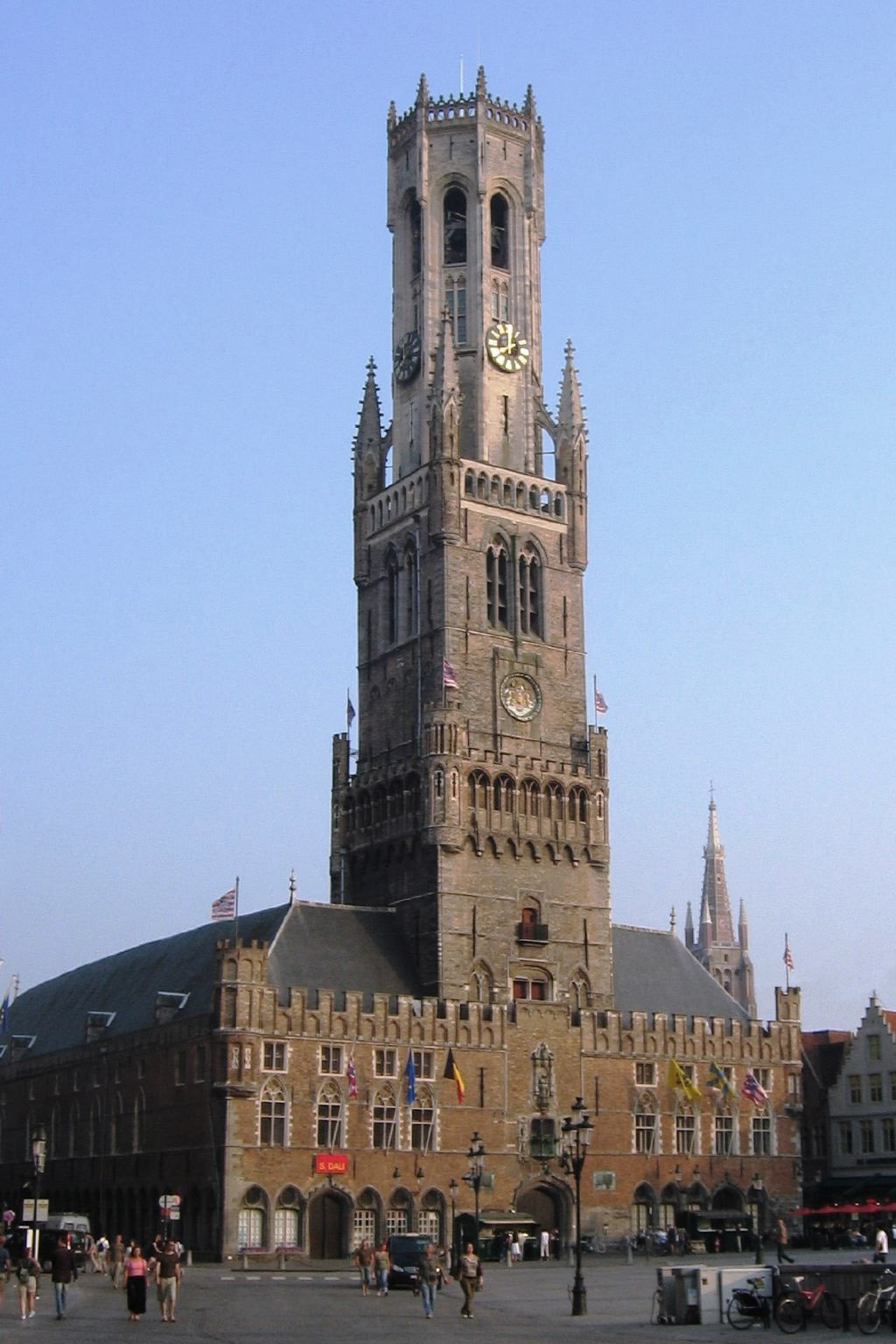
Campanário de Bruges.

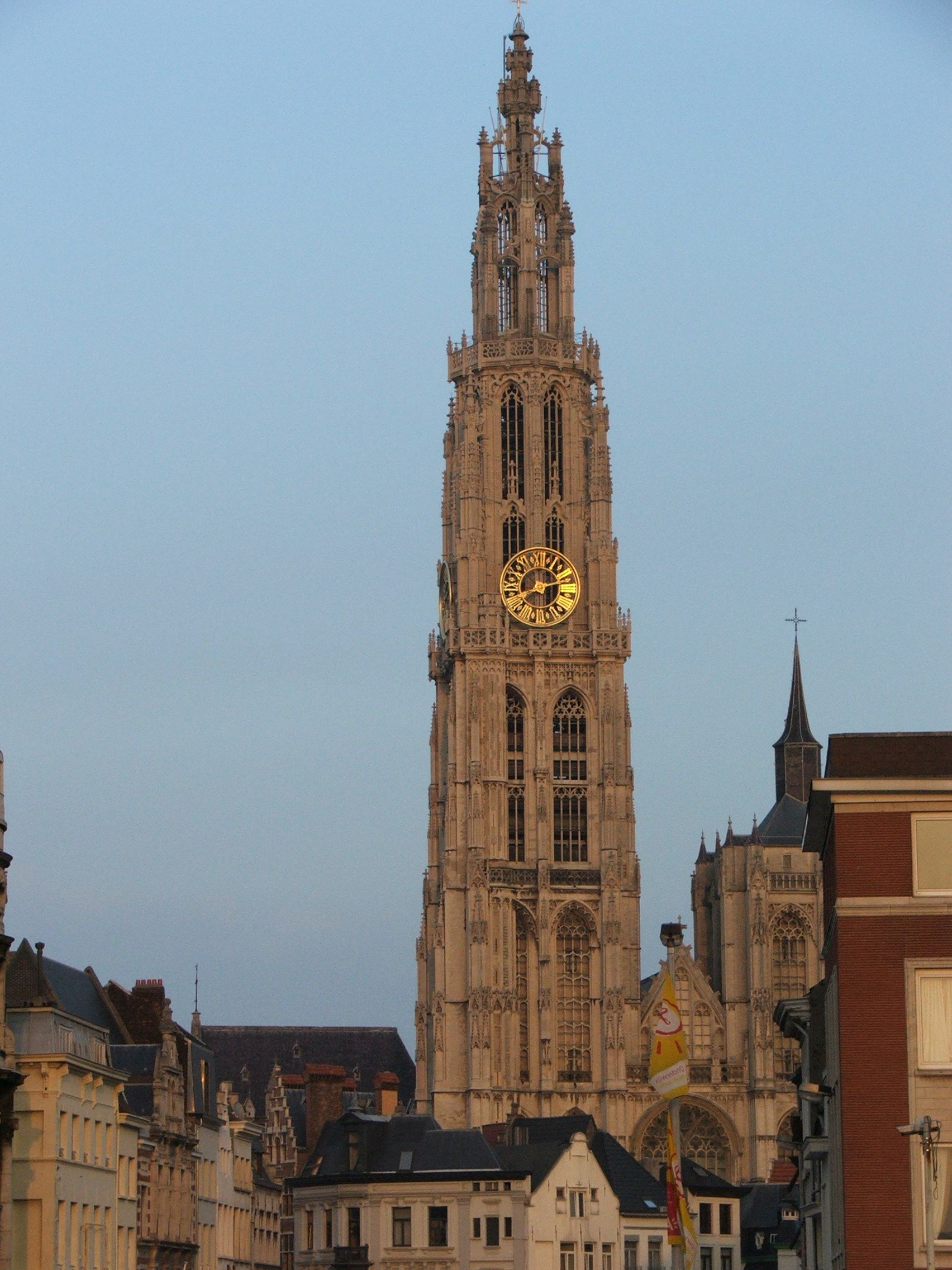
Catedral de Nossa Senhora, Antuérpia.

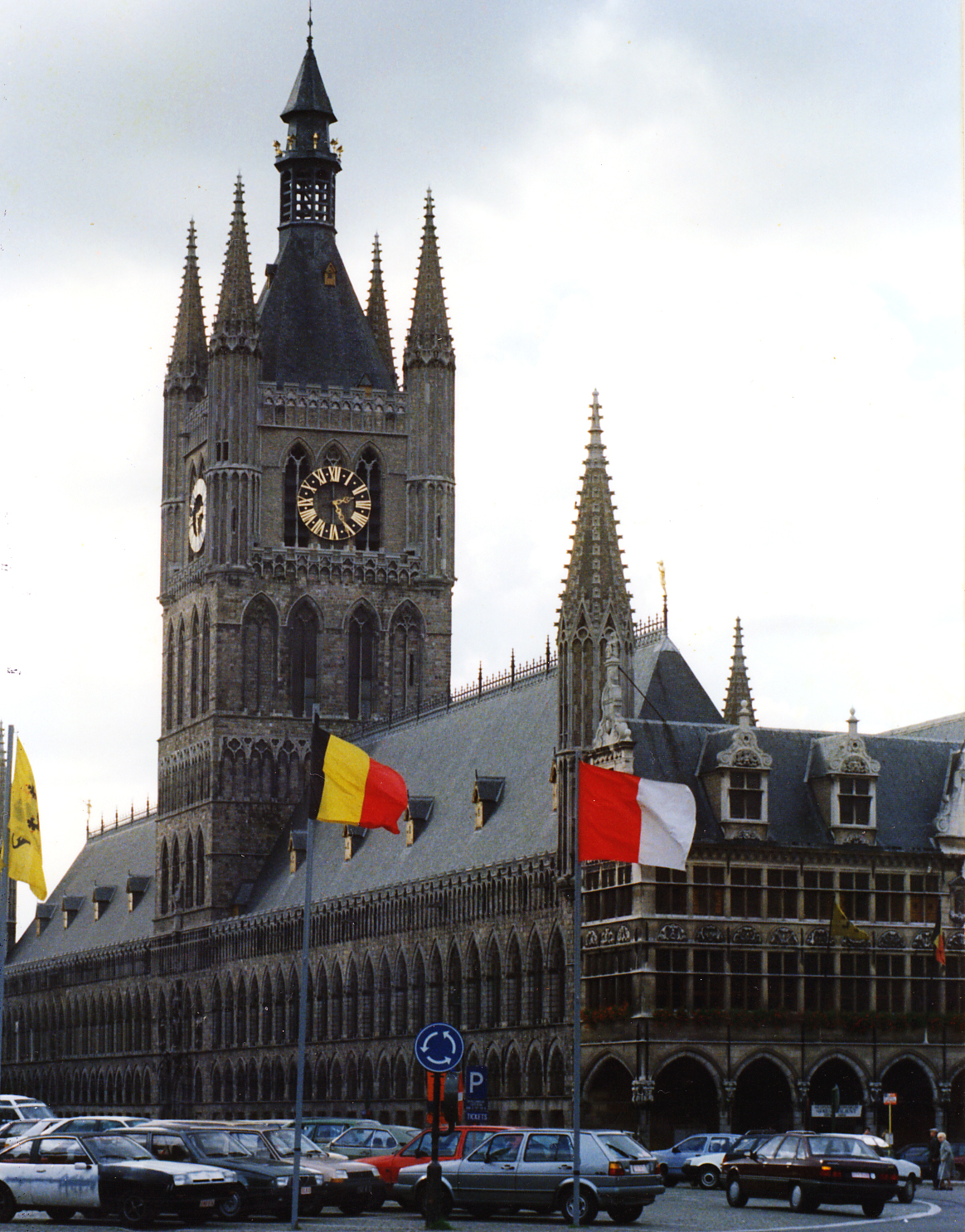
Cloth Hall, Ypres

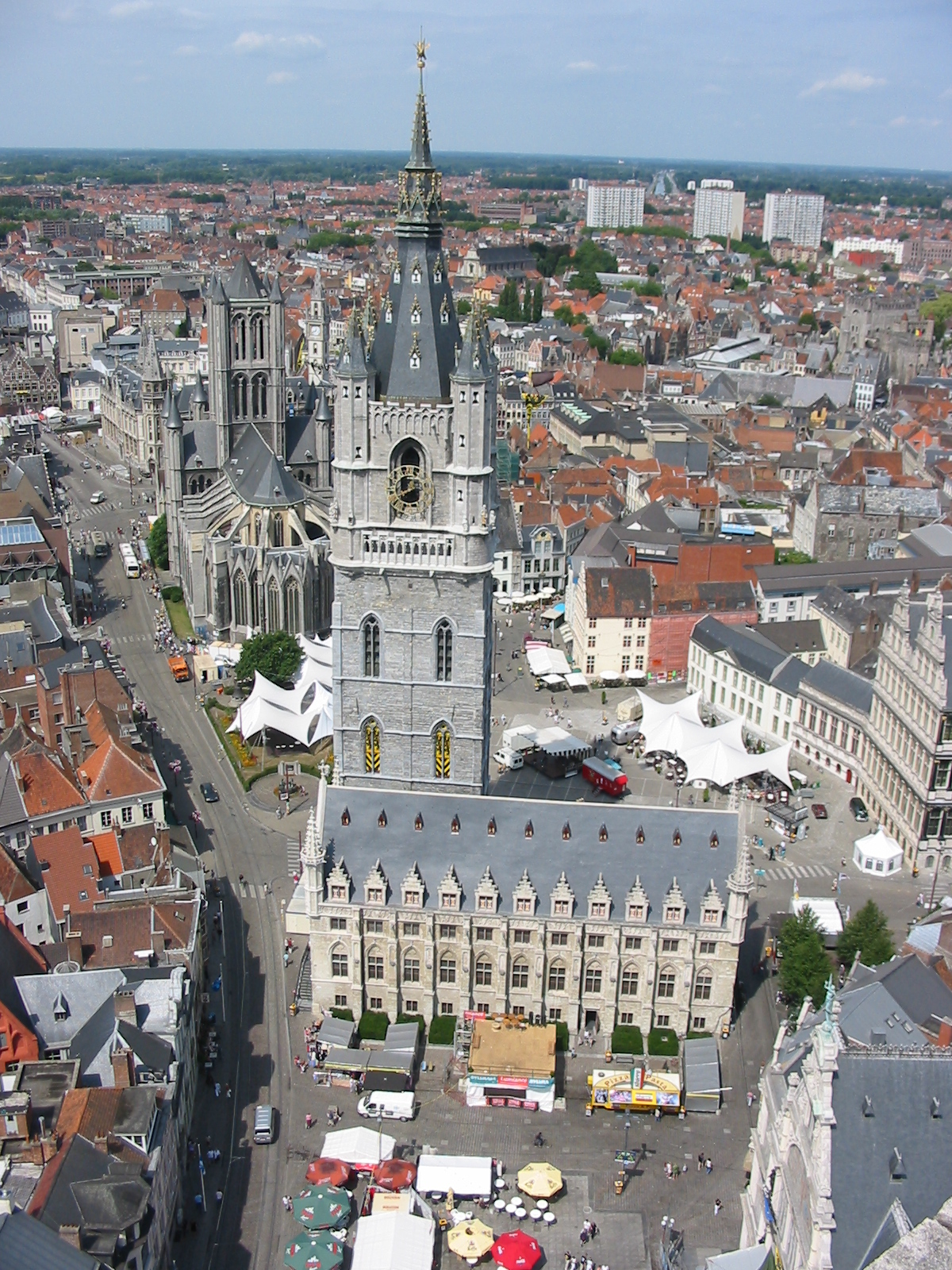
Campanário de Ghent.

Um conjunto de 56 campanários foi adicionado à lista de Patrimônio Mundial da UNESCO, em reconhecimento da manifestação arquitetônica na Flandres e nas regiões vizinhas, de influências feudais e religiosas, levando a um grau de democracia local de grande significado na história da humanidade.

## Bélgica
Os números ID correspondem à ordem na lista completa ID 943/943bis da UNESCO, vejaLigações externas

### Flandres

#### Antuérpia
| ID 943-002 | Antuérpia | Catedral de Nossa Senhora                          |
| ID 943-003 | Antuérpia | Prefeitura                                         |
| ID 943-009 | Herentals | Cidade antiga e 'Laken'(Cloth) Hall                |
| ID 943-013 | Lier      | Prefeitura e campanário                            |
| ID 943-016 | Mechelen  | Catedral de São Rumboldo                           |
| ID 943-015 | Mechelen  | Velho Cloth Hall com campanário, parte mais antiga |

#### Oeste da Flandres
| ID 943-004 | Bruges     | Halletoren                                             |
| ID 943-006 | Diksmuide  | Prefeitura e campanário                                |
| ID 943-011 | Kortrijk   | Halletoren                                             |
| ID 943-014 | Lo-Reninge | Antiga prefeitura com campanário, um hotel hoje em dia |
| ID 943-017 | Menen      | Prefeitura e campanário                                |
| ID 943-018 | Nieuwpoort | Stadshalle com campanário                              |
| ID 943-020 | Roeselare  | Prefeitura, Mercado e campanário                       |
| ID 943-022 | Tielt      | Hallentoren, Cloth Hall e Câmara de Aldermen           |
| ID 943-025 | Veurne     | Landhuis e campanário                                  |
| ID 943-010 | Ypres      | Cloth Hall com campanário                              |

#### Leste da Flandres
| ID 943-001 | Aalst       | Schepenhuis                          |
| ID 943-005 | Dendermonde | Prefeitura com campanário            |
| ID 943-007 | Eeklo       | Prefeitura com campanário            |
| ID 943-008 | Ghent       | Campanário, Cloth Hall e Mammelokker |
| ID 943-019 | Oudenaarde  | Prefeitura com campanário            |

#### Brabante flamengo
| ID 943-012 | Leuven    | Igreja de São Pedro e torre          |
| ID 943-023 | Tienen    | Igreja de São Germano com Stadstoren |
| ID 943-026 | Zoutleeuw | Igreja de São Leonardo               |

#### Limburgo
| ID 943-021 | Sint-Truiden | Prefeitura e torre                     |
| ID 943-024 | Tongeren     | Basílica de Nossa Senhora e Stadstoren |

### Valônia

#### Hainaut
| ID 943-027 | Binche    | Campanário da prefeitura |
| ID 943-028 | Charleroi | Campanário da prefeitura |
| ID 943-029 | Mons      | Campanário               |
| ID 943-031 | Thuin     | Campanário               |
| ID 943-032 | Tournai   | Campanário de Tournai    |

#### Namur
| ID 943-056 | Gembloux | Campanário |
| ID 943-030 | Namur    | Campanário |

## França

### Nord-Pas de Calais

#### Norte

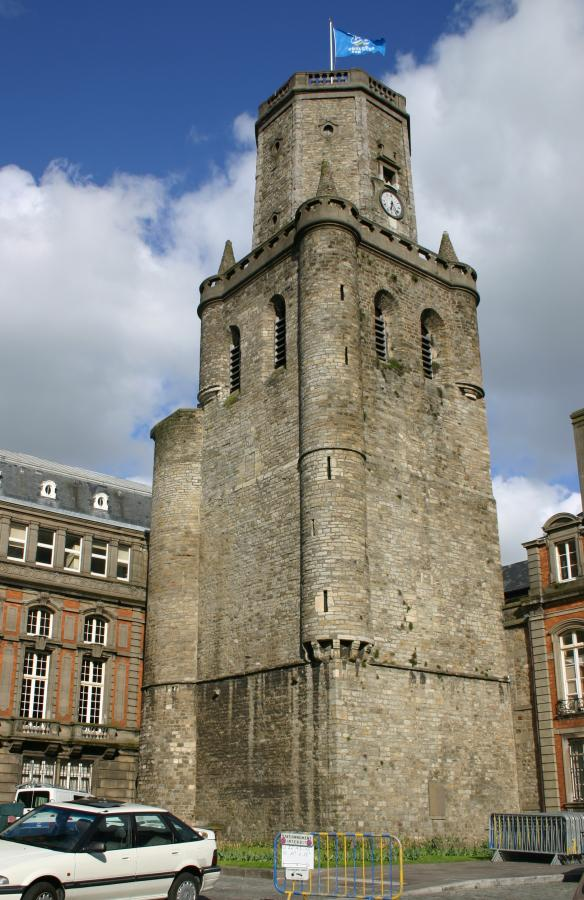
Boulogne-sur-Mer

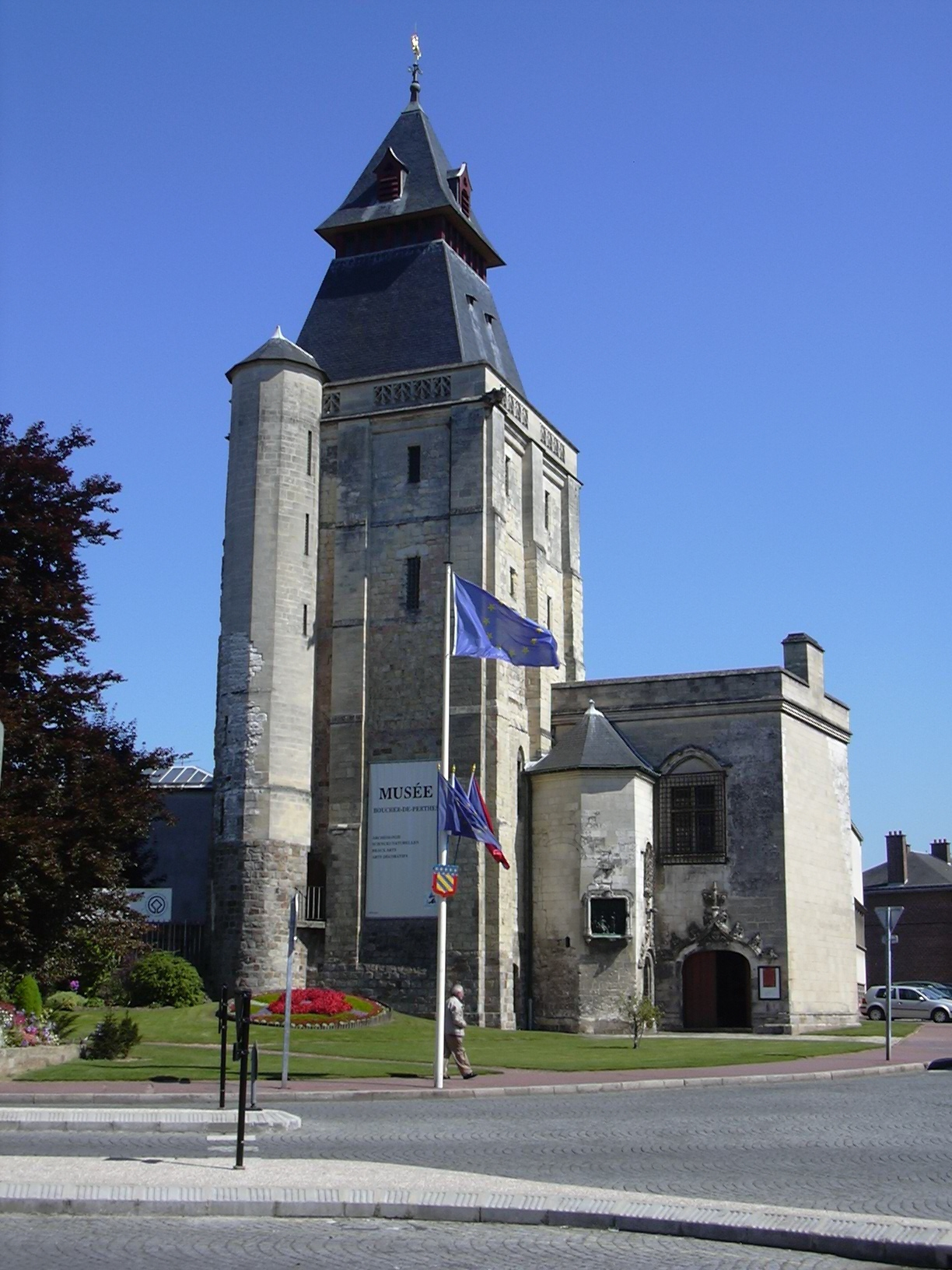
Abbeville

| ID 943-033 | Armentières | Campanário da prefeitura             | 50° 41′ 11″ N, 2° 52′ 57″ L |
| ID 943-034 | Bailleul    | Campanário da prefeitura             | 50° 44′ 23″ N, 2° 44′ 04″ L |
| ID 943-035 | Bergues     | Campanário                           | 50° 58′ 05″ N, 2° 25′ 58″ L |
| ID 943-036 | Cambrai     | Campanário da Igreja de São Martinho | 50° 10′ 27″ N, 3° 13′ 56″ L |
| ID 943-037 | Comines     | Campanário da prefeitura             | 50° 45′ 55″ N, 3° 00′ 26″ L |
| ID 943-038 | Douai       | Campanário da prefeitura             | 50° 22′ 04″ N, 3° 04′ 50″ L |
| ID 943-040 | Dunkirk     | Campanário da prefeitura             | 51° 02′ 15″ N, 2° 22′ 36″ L |
| ID 943-039 | Dunkirk     | Campanário da Igreja de Santo Elígio | 51° 02′ 08″ N, 2° 22′ 35″ L |
| ID 943-041 | Gravelines  | Campanário                           | 50° 59′ 12″ N, 2° 07′ 34″ L |
| ID 943-042 | Lille       | Campanário da prefeitura             | 50° 37′ 50″ N, 3° 04′ 11″ L |
| ID 943-043 | Loos        | Campanário da prefeitura             | 50° 36′ 54″ N, 3° 00′ 53″ L |

#### Pas-de-Calais
| ID 943-044 | Aire-sur-la-Lys  | Campanário da prefeitura | 50° 38′ 19″ N, 2° 23′ 47″ L |
| ID 943-045 | Arras            | Campanário da prefeitura | 50° 17′ 28″ N, 2° 46′ 37″ L |
| ID 943-046 | Béthune          | Campanário               | 50° 31′ 52″ N, 2° 38′ 21″ L |
| ID 943-047 | Boulogne-sur-Mer | Campanário da prefeitura | 50° 43′ 30″ N, 1° 36′ 48″ L |
| ID 943-048 | Calais           | Campanário da prefeitura | 50° 57′ 10″ N, 1° 51′ 15″ L |
| ID 943-049 | Hesdin           | Campanário da prefeitura | 50° 22′ 23″ N, 2° 02′ 11″ L |

### Picardia

#### Somme
| ID 943-050 | Abbeville     | Campanário                                | 50° 06′ 26″ N, 1° 49′ 58″ L |
| ID 943-051 | Amiens        | Campanário                                | 49° 53′ 44″ N, 2° 17′ 46″ L |
| ID 943-052 | Doullens      | Campanário da ex-prefeitura               | 50° 09′ 19″ N, 2° 20′ 28″ L |
| ID 943-053 | Lucheux       | Campanário nas ruínas do portão da cidade | 50° 11′ 50″ N, 2° 24′ 40″ L |
| ID 943-054 | Rue           | Campanário                                | 50° 16′ 21″ N, 1° 40′ 07″ L |
| ID 943-055 | Saint-Riquier | Campanário                                | 50° 08′ 03″ N, 1° 56′ 47″ L |

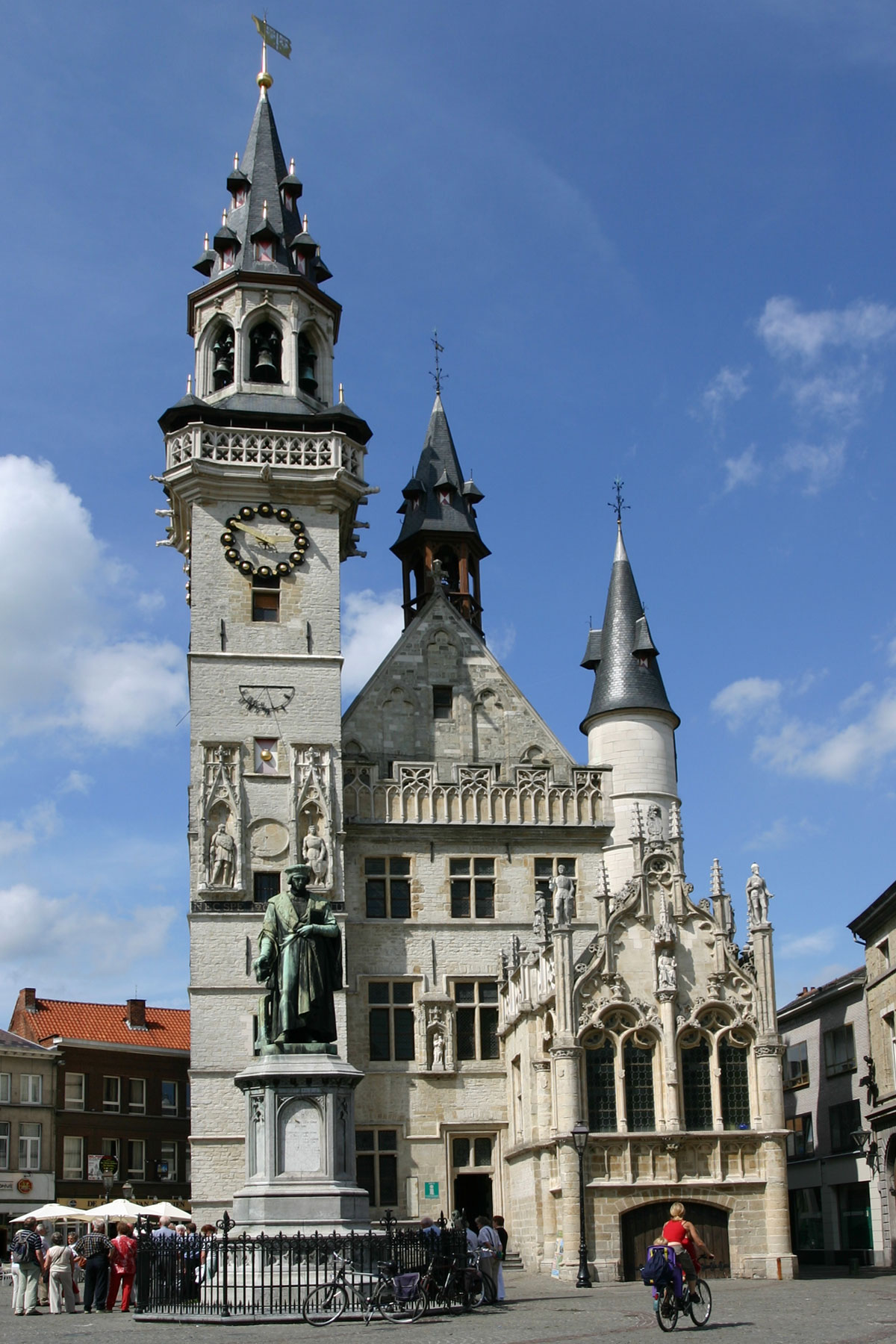
Campanário de Aalst
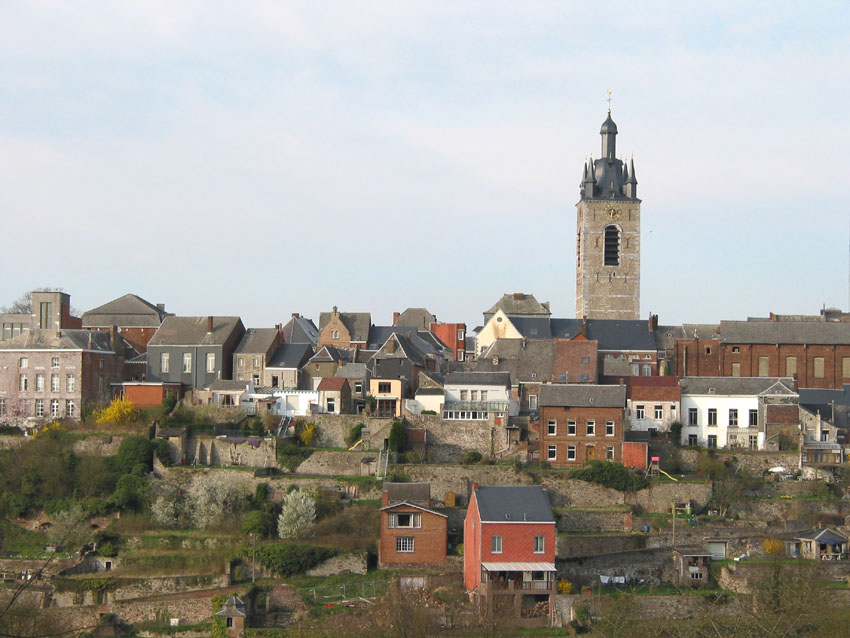
Campanário de Thuin
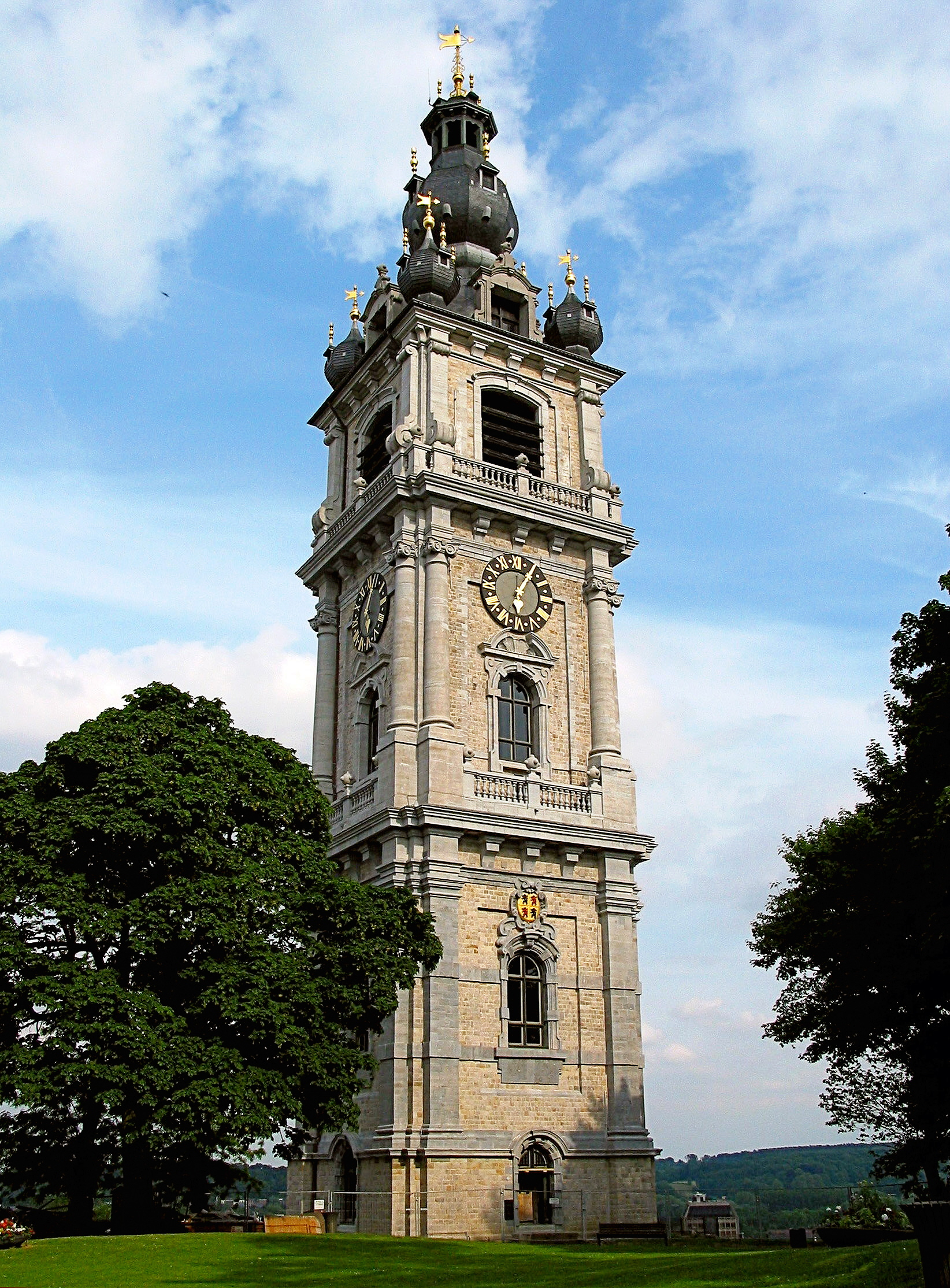
Campanário de Mons
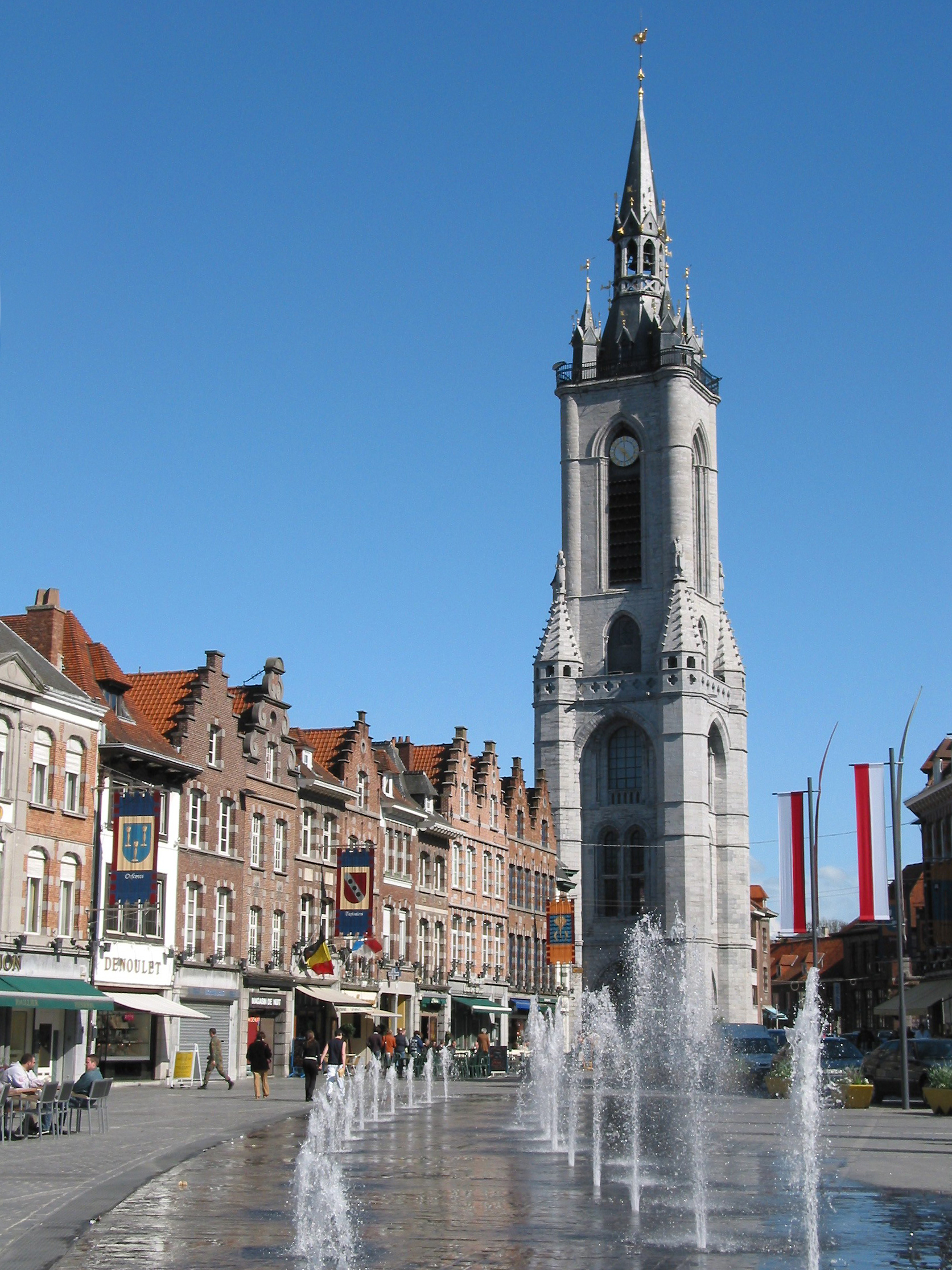
Campanário de Tournai